# Liczba Heegnera
Liczba Heegnera (nazwana tak przez Conwaya i Guya) – dodatnia liczba całkowita bezkwadratowa {\displaystyle d,} taka że urojone ciało kwadratowe {\displaystyle Q({\sqrt {-d}})} ma liczbę klas równą 1. Równoważnie jej pierścień liczb całkowitych ma jednoznaczny rozkład.
Wyznaczanie takich liczb jest przypadkiem szczególnym problemu liczby klas. Kryją się one również w kilku frapujących wynikach z teorii liczb.
Według twierdzenia (Bakera-)Starka-Heegnera jest dokładnie dziewięć liczb Heegnera:
1, 2, 3, 7, 11, 19, 43, 67, 163.
Wynik ten został podany przez Gaussa, a udowodniony, z małymi usterkami, przez Kurta Heegnera w 1952. Alan Baker i Harold Stark niezależnie udowodnili ten wynik w 1966 (Baker opublikował swój dowód pod koniec 1966, a Stark na początku 1967). Później Stark wskazał, że luka w dowodzie Heegnera była niewielka.

## Wielomian Eulera generujący liczby pierwsze
Wielomian Eulera generujący liczby pierwsze
{\displaystyle n^{2}-n+41,}
który daje różne liczby pierwsze dla {\displaystyle n=1,\dots ,40,} jest związany z liczbą Heegnera {\displaystyle 163=4\cdot 41-1.}
Formuła Eulera dla {\displaystyle n} przyjmującego wartości {\displaystyle n=1,\dots ,40} jest równoważna z
{\displaystyle n^{2}+n+41,}
dla {\displaystyle n} przyjmującego wartości {\displaystyle n=0,\dots ,39.} Rabinowitz udowodnił, że
{\displaystyle n^{2}+n+p}
daje liczby pierwsze dla {\displaystyle n=0,\dots ,p-2,} wtedy i tylko wtedy, gdy ich wyróżnik {\displaystyle 1-4p} jest równy ujemnej liczbie Heegnera.
Zauważmy, że dla {\displaystyle p-1} mamy {\displaystyle p^{2},} więc {\displaystyle p-2} jest największe. 1, 2 i 3 nie są w wymaganej postaci, więc liczby Heegnera, które zadziałają to: {\displaystyle 7,11,19,43,67,163,} dając funkcje w postaci Eulera generujące liczby pierwsze dla {\displaystyle 2,3,5,11,17,41;} te ostatnie liczby zostały przez François Le Lionnaisa nazwane „szczęśliwymi” liczbami Eulera.

## Liczby niemal całkowite i stała Ramanujana
Stała Ramanujana jest liczbą przestępną {\displaystyle e^{\pi {\sqrt {163}}},} która jest niemal całkowita, to znaczy jest bardzo „bliska” liczbie całkowitej:
{\displaystyle e^{\pi {\sqrt {163}}}=262\ 537\ 412\ 640\ 768\ 743{,}99999\ 99999\ 9925\dots \approx 640\ 320^{3}+744.}
Liczba ta została odkryta w 1859 przez Charles’a Hermite’a .
W 1975 w słynnym primaaprilisowym artykule w magazynie „Scientific American” publicysta „Mathematical Games” Martin Gardner podał dla żartu stwierdzenie, że liczba ta w rzeczywistości jest całkowita, a przewidzieć to miał jakoby hinduski genialny matematyk Srinivasa Ramanujan i stąd wzięła się jej nazwa.
Ten zbieg okoliczności wyjaśniono dzięki arytmetyce krzywych eliptycznych z mnożeniem zespolonym (ang. complex multiplication) i formie modularnej {\displaystyle j}-niezmiennika.

### Szczegóły
Zwięźle ujmując {\displaystyle j((1+{\sqrt {-d}})/2)} jest całkowite dla {\displaystyle d} będącego liczbą Heegnera i poprzez formę modularną {\displaystyle e^{\pi {\sqrt {d}}}\approx -j((1+{\sqrt {-d}})/2)+744.}
Jeśli {\displaystyle \tau } jest kwadratowo niewymierne, wtedy {\displaystyle j}-niezmiennik jest liczbą algebraiczną stopnia {\displaystyle |{\mbox{Cl}}(\mathbf {Q} (\tau ))|,} liczba klas {\displaystyle \mathbf {Q} (\tau )} i minimalny (unormowany) wielomian, który ją spełnia jest zwany wielomianem klasy Hilberta. Zatem jeśli urojone rozwinięcie kwadratowe {\displaystyle \mathbf {Q} (\tau )} ma liczbę klas równą 1 (więc {\displaystyle d} jest liczbą Heegnera) {\displaystyle j}-niezmiennik jest liczbą całkowitą.
Forma modularna {\displaystyle j} w rozwinięciu w szereg Fouriera zapisany jako szereg Laurenta dla wyrażenia {\displaystyle q=\exp(2\pi i\tau )} zaczyna się następująco:
{\displaystyle j(q)={\frac {1}{q}}+744+196\ 884q+\ldots }
Współczynniki {\displaystyle c_{n}} asymptotycznie rosną jak {\displaystyle \ln(c_{n})\sim 4\pi {\sqrt {n}}+O(\ln(n)),} a najniższe współczynniki rosną dużo wolniej niż {\displaystyle 200\ 000^{n},} więc dla {\displaystyle q\ll 1/200\ 000,} {\displaystyle j} jest bardzo dobrze aproksymowane przez pierwsze dwa wyrażenia. Podstawiając {\displaystyle \tau =(1+{\sqrt {-163}})/2} otrzymujemy {\displaystyle q=-\exp(-\pi {\sqrt {163}})} lub równoważne {\displaystyle {\frac {1}{q}}=-\exp(\pi {\sqrt {163}}).} Teraz {\displaystyle j((1+{\sqrt {-163}})/2)=(-640\ 320)^{3},} więc
{\displaystyle (-640\ 320)^{3}=-e^{\pi {\sqrt {163}}}+744+O\left(e^{-\pi {\sqrt {163}}}\right)}
lub
{\displaystyle e^{\pi {\sqrt {163}}}=640\ 320^{3}+744+O\left(e^{-\pi {\sqrt {163}}}\right),}
gdzie wyrażenie liniowe błędu jest
{\displaystyle -196\ 884/e^{\pi {\sqrt {163}}}\approx 196\ 884/(640\ 320^{3}+744)\approx -0{,}00000\ 00000\ 0075,}
co wyjaśnia dlaczego {\displaystyle e^{\pi {\sqrt {163}}}} jest w przybliżeniu liczbą całkowitą.

## Formuły Pi
Algorytm braci Davida i Gregory’ego Chudnovsky’ch odkryty w 1987
{\displaystyle {\frac {1}{\pi }}={\frac {12}{640\ 320^{3/2}}}\sum _{k=0}^{\infty }{\frac {(6k)!(163\cdot 3\ 344\ 418k+13\ 591\ 409)}{(3k)!(k!)^{3}(-640\ 320)^{3k}}}}
korzysta z faktu, że {\displaystyle j{\big (}{\tfrac {1+{\sqrt {-163}}}{2}}{\big )}=-640\ 320^{3}.}

## Inne liczby Heegnera
Dla czterech największych liczb Heegnera aproksymacje są następujące:
{\displaystyle {\begin{aligned}e^{\pi {\sqrt {19}}}&\approx 96^{3}+744-0{,}22\\e^{\pi {\sqrt {43}}}&\approx 960^{3}+744-0{,}00022\\e^{\pi {\sqrt {67}}}&\approx 5\ 280^{3}+744-0{,}00000\ 13\\e^{\pi {\sqrt {163}}}&\approx 640\ 320^{3}+744-0{,}00000\ 00000\ 0075\end{aligned}}}
Alternatywnie
{\displaystyle {\begin{aligned}e^{\pi {\sqrt {19}}}&\approx 12^{3}(3^{2}-1)^{3}+744-0{,}22\\e^{\pi {\sqrt {43}}}&\approx 12^{3}(9^{2}-1)^{3}+744-0{,}00022\\e^{\pi {\sqrt {67}}}&\approx 12^{3}(21^{2}-1)^{3}+744-0{,}00000\ 13\\e^{\pi {\sqrt {163}}}&\approx 12^{3}(231^{2}-1)^{3}+744-0{,}00000\ 00000\ 0075\end{aligned}}}
gdzie przyczyną występowania kwadratów są pewne szeregi Einsteina. Dla liczb Heegnera {\displaystyle d<19} nie otrzymuje się liczb niemal całkowitych; nawet {\displaystyle d=19} nie jest osobliwe. Całkowite {\displaystyle j}-niezmienniki są wysoce rozkładalne, co wynika z postaci {\displaystyle 12^{3}(n^{2}-1)^{3}=(2^{2}\cdot 3\cdot (n-1)\cdot (n+1))^{3}.} Czynnikami są:
{\displaystyle {\begin{aligned}j((1+{\sqrt {-19}})/2)&=96^{3}=(2^{5}\cdot 3)^{3}\\j((1+{\sqrt {-43}})/2)&=960^{3}=(2^{6}\cdot 3\cdot 5)^{3}\\j((1+{\sqrt {-67}})/2)&=5280^{3}=(2^{5}\cdot 3\cdot 5\cdot 11)^{3}\\j((1+{\sqrt {-163}})/2)&=640\ 320^{3}=(2^{6}\cdot 3\cdot 5\cdot 23\cdot 29)^{3}\end{aligned}}}
Te liczby przestępne, dodatkowo blisko aproksymowane przez liczby całkowite (które są liczbami algebraicznymi stopnia 1), mogą być również blisko aproksymowane przez liczby algebraiczne stopnia 3:
{\displaystyle {\begin{aligned}e^{\pi {\sqrt {19}}}&\approx x^{24}-24;x^{3}-2x-2=0\\e^{\pi {\sqrt {43}}}&\approx x^{24}-24;x^{3}-2x^{2}-2=0\\e^{\pi {\sqrt {67}}}&\approx x^{24}-24;x^{3}-2x^{2}-2x-2=0\\e^{\pi {\sqrt {163}}}&\approx x^{24}-24;x^{3}-6x^{2}+4x-2=0\end{aligned}}}
Pierwiastki trzeciego stopnia można dokładnie wyznaczyć poprzez ilorazy funkcji eta Dedekinda {\displaystyle \eta (\tau ),} pewnej funkcji modularnej z udziałem pierwiastka stopnia 24, co wyjaśnia występowanie 24 w aproksymacji. Dodatkowo mogą być blisko aproksymowane przez liczby algebraiczne 4 stopnia.
{\displaystyle {\begin{aligned}e^{\pi {\sqrt {19}}}&\approx 3^{5}\left(3-{\sqrt {2(-3+1{\sqrt {3\cdot 19}})}}\right)^{-2}-12{,}00006\dots \\e^{\pi {\sqrt {43}}}&\approx 3^{5}\left(9-{\sqrt {2(-39+7{\sqrt {3\cdot 43}})}}\right)^{-2}-12{,}00000\ 0061\dots \\e^{\pi {\sqrt {67}}}&\approx 3^{5}\left(21-{\sqrt {2(-219+31{\sqrt {3\cdot 67}})}}\right)^{-2}-12{,}00000\ 00003\ 6\dots \\e^{\pi {\sqrt {163}}}&\approx 3^{5}\left(231-{\sqrt {2(-26\ 679+2\ 413{\sqrt {3\cdot 163}})}}\right)^{-2}-12{,}00000\ 00000\ 0000\ 021\dots \end{aligned}}}
Zauważmy ponowne pojawienie się liczb całkowitych {\displaystyle n=3,9,21,231} oraz fakt, że
{\displaystyle {\begin{aligned}&2^{6}\cdot 3(-3^{2}+3\cdot 19\cdot 1^{2})=96^{2}\\&2^{6}\cdot 3(-39^{2}+3\cdot 43\cdot 7^{2})=960^{2}\\&2^{6}\cdot 3(-219^{2}+3\cdot 67\cdot 31^{2})=5280^{2}\\&2^{6}\cdot 3(-26\ 679^{2}+3\cdot 163\cdot 2413^{2})=640\ 320^{2}\end{aligned}}}
z odpowiednimi potęgami ułamkowymi są właśnie {\displaystyle j}-niezmiennikami. Również dla liczb algebraicznych stopnia 6
{\displaystyle {\begin{aligned}e^{\pi {\sqrt {19}}}&\approx (5x)^{3}-6{,}00001\ 0\dots \\e^{\pi {\sqrt {43}}}&\approx (5x)^{3}-6{,}00000\ 0010\dots \\e^{\pi {\sqrt {67}}}&\approx (5x)^{3}-6{,}00000\ 00000\ 61\dots \\e^{\pi {\sqrt {163}}}&\approx (5x)^{3}-6{,}00000\ 00000\ 00000\ 034\dots \end{aligned}}}
gdzie {\displaystyle x} są dane przez odpowiednie pierwiastki równania szóstego stopnia
{\displaystyle {\begin{aligned}&5x^{6}-96x^{5}-10x^{3}+1=0\\&5x^{6}-960x^{5}-10x^{3}+1=0\\&5x^{6}-5280x^{5}-10x^{3}+1=0\\&5x^{6}-640\ 320x^{5}-10x^{3}+1=0\end{aligned}}}
z ponownie pojawiającymi się {\displaystyle j}-niezmiennikami. Równania szóstego stopnia są nie tylko algebraiczne, ale są też rozwiązalne w pierwiastkach, ponieważ rozkładają się na dwa równania sześcienne nad rozszerzeniem {\displaystyle \mathbb {Q} {\sqrt {5}}} (z pierwszym równaniem rozkładającym się dalej na dwa równania kwadratowe). Te aproksymacje algebraiczne mogą być dokładnie wyrażone w wyrażeniach z ilorazami {\displaystyle \eta } Dedekinda. Dla przykładu niech {\displaystyle \tau =(1+{\sqrt {-163}})/2,} wtedy
{\displaystyle {\begin{aligned}e^{\pi {\sqrt {163}}}&=\left({\frac {e^{\pi i/24}\eta (\tau )}{\eta (2\tau )}}\right)^{24}-24{,}00000\ 00000\ 00001\ 05\dots \\e^{\pi {\sqrt {163}}}&=\left({\frac {e^{\pi i/12}\eta (\tau )}{\eta (3\tau )}}\right)^{12}-12{,}00000\ 00000\ 00000\ 21\dots \\e^{\pi {\sqrt {163}}}&=\left({\frac {e^{\pi i/6}\eta (\tau )}{\eta (5\tau )}}\right)^{6}-6{,}00000\ 00000\ 00000\ 034\dots \end{aligned}}}
gdzie ilorazy {\displaystyle \eta } są podanymi powyżej liczbami algebraicznymi.

## Kolejne liczby pierwsze
Dla danej liczby pierwszej {\displaystyle p} jeśli obliczymy {\displaystyle k^{2}{\pmod {p}}} dla {\displaystyle k=0,1,\dots ,(p-1)/2} (to jest wystarczające, bo {\displaystyle (p-k)^{2}\equiv k^{2}{\pmod {p}}}), to otrzymamy kolejne liczby złożone, następujące po kolejnych liczbach pierwszych, wtedy i tylko wtedy, gdy {\displaystyle p} jest liczbą Heegnera.